# For Your Babies
For Your Babies is een nummer van de Britse band Simply Red uit 1992. Het is de derde single van hun vierde studioalbum Stars.
"For Your Babies" is een lieflijke ode van een prille vader aan zijn pasgeboren kind. Saillant detail is dat Mick Hucknall zelf pas 15 jaar later vader werd. Het nummer werd een hit in het Verenigd Koninkrijk en bereikte daar de 9e positie. In het Nederlandse taalgebied was het succes iets bescheidener; met in Nederland een 6e positie in de Tipparade, en in de Vlaamse Radio 2 Top 30 een 30e positie.

## Tracklijst
- Cd-single

1. "For Your Babies" - 4:25
2. "For Your Babies" (edition française) - 4:06
3. "Freedom" (How Long? mix) - 4:09

- '7"

1. "For Your Babies" - 4:25
2. "For Your Babies" (edition française) - 4:06

- 12"

1. "For Your Babies" - 4:25
2. "For Your Babies" (edition française) - 4:06
3. "Freedom" (Perfecto mix) - 4:09